# Nestoyita
Nestoyita  (ucraniano: Нестоїта) es una localidad del Raión de Kotovsk en el Óblast de Odesa de Ucrania. Según el censo de 2001, tiene una población de 1698 habitantes.